# André Prévôtel
André Prévôtel ou Prévotel, né le 24 septembre 1910 à Javerdat (Haute-Vienne), mort le 7 février 1958 à Langon (Gironde), est un employé des postes, militant néomalthusien, libertaire et libre penseur.

## Biographie
Ses études terminées, il entre aux PTT (Postes, Télégraphe, Téléphone), puis fait son service militaire à Tunis, dans les zouaves.
Il commence à militer, à son retour en France métropolitaine, au groupe « Sébastien Faure » de Bordeaux. Il collabore au journal « La révolte » animé par Aristide Lapeyre.

### Le procès dit des «Stérilisés de Bordeaux»
Les 23 et 24 mars 1935, à la demande du « Groupe libertaire de Bordeaux », le médecin néomalthusien Norbert Bartosek pratique, au domicile du couple André et Andrée Prévotel (Joséphine Coueille), des vasectomies sur 15 hommes - dont Aristide Lapeyre et André Prévôtel - partisans de la contraception par la stérilisation masculine volontaire.
Les 30 et 31 mars, André Prévôtel est arrêté avec sa compagne Andrée et Aristide Lapeyre, Louis Harel le sera le 4 avril. Tous sont inculpés de complicité avec le docteur Bartosek, extradé depuis la Belgique où il s'est réfugié. La France n'a pas de législation sur le sujet. La justice applique alors l'article 316 du code pénal, qui réprime la castration et l'article 311 qui vise les violences, « coups et blessures volontaires ».
André Prévôtel est incarcéré au Fort du Hâ. Après une intense campagne d'opinion coordonnée par le « Comité de Défense Sociale de Bordeaux », il est mis en liberté provisoire le 6 juillet 1935. Lapeyre et Andrée Prévôtel bénéficient d’un non-lieu le 4 avril 1936.
Après l'audience du 30 avril, le tribunal correctionnel de Bordeaux rend son verdict le 2 mai 1936, dans ce que la presse appelle l'« affaire des stérilisés de Bordeaux » ou «affaire Bartosek » : le médecin autrichien est condamné à 3 ans de prison, Harel et Prévôtel sont condamnés à 6 mois pour « complicité de coups et blessures ». La Cour d’appel se saisit du dossier le 1er juillet. Dans son arrêt du 8 juillet, elle confirme les motifs de la condamnation, mais diminue les peines, ramenant notamment celle de Bartosek à un an ferme, ce qui le fait libérer immédiatement et à 4 mois pour Harel et Prévôtel.
Le 1er juillet 1937, la Chambre criminelle de la Cour de cassation rend un arrêt confirmant celui de la Cour d’appel. La vasectomie est assimilée à des coups et blessures faits volontairement, avec préméditation, et « le fait que les victimes auraient consenti aux violences n’est pas exclusif de la préméditation ».

### Libre penseur anarchiste
Installé à Évreux (Eure), il anime le groupe local de l'Union anarchiste avant d'être muté, en 1938, à Ruffec (Indre).
En 1939, il réussit à se faire réformer, mais sa compagne Andrée est arrêtée et emprisonnée au secret durant 50 jours pour « propos défaitistes et incitation de militaires à la désobéissance ». Elle est libérée grâce à l'intervention de la Ligue des Droits de l'Homme. Pendant l'Occupation, le couple vit dans une semi-clandestinité.
En 1942, installé à Langon (Gironde), il recrée avec des réfugiés espagnols anti-franquistes, une section locale de Solidarité internationale antifasciste (SIA) et un groupe de la Fédération nationale de la libre-pensée dont il assume la présidence et qui prend, à sa mort, le nom de « Groupe André-Prévotel ».
Après la Libération, il adhère également à la nouvelle Fédération anarchiste.
Il meurt subitement d'une crise cardiaque le 7 février 1958.
André Prévôtel a eu, avec sa compagne, un fils prénommé Marc, lui aussi militant libertaire, et militant FO.

### Engagement dans la Franc-Maçonnerie

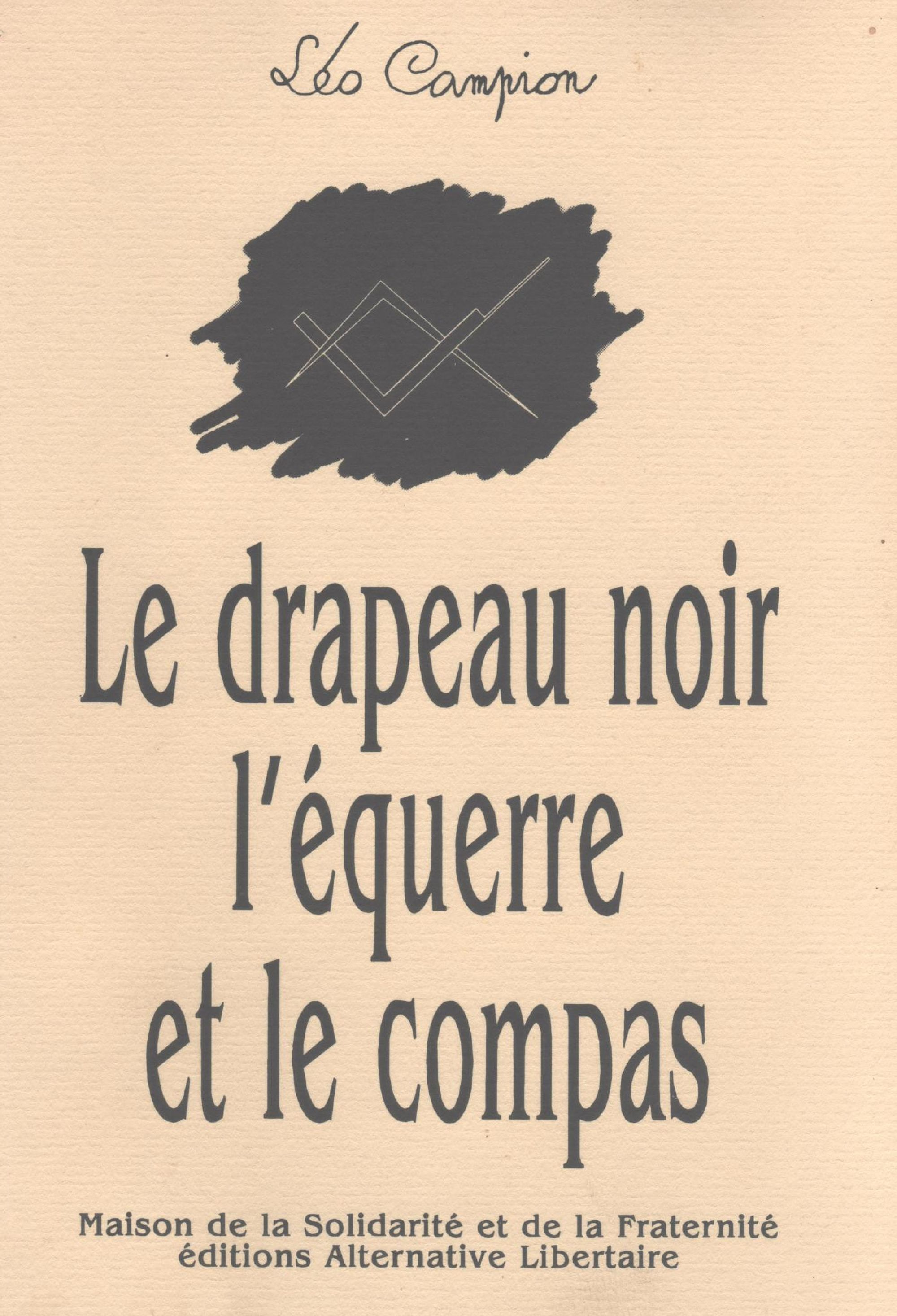
Léo Campion, Le Drapeau noir, l'Équerre et le Compas : les Maillons libertaires de la Chaîne d'Union, Éditions Alternative libertaire, 1996.

Le 26 avril 1951, il est initié franc-maçon dans la Loge « Les Amis réunis » du Grand Orient de France à Bordeaux».

## Sources
- Ressource relative à la vie publique :   - Maitron
- « notice biographique », Dictionnaire international des militants anarchistes, 14 février 2009.
- « notice biographique », L'Éphéméride anarchiste.
- « notice bibliographique », Centre International de Recherches sur l'Anarchisme (Lausanne).
- René Bianco : 100 ans de presse anarchiste - notice bibliographique.
- Léo Campion, Le Drapeau noir, l'Équerre et le Compas : les Maillons libertaires de la Chaîne d'Union, Éditions Alternative libertaire, 1996, lire en ligne, pdf.